# Sabiote
Sabiote es una localidad y municipio español situado en la parte nororiental de la comarca de La Loma, en la provincia de Jaén, comunidad autónoma de Andalucía. Limita con los municipios de Úbeda, Torreperogil, Villacarrillo, Santisteban del Puerto y las Navas de San Juan. Por su término discurre el río Guadalimar, incluidos los embalses de Giribaile y Olvera.
El municipio cuenta con una población de 3780 habitantes (INE 2024). Se trata del tercer vértice del llamado «triángulo renacentista de La Loma», cátedra del mejor renacimiento junto con Baeza y Úbeda. Igualmente, forma parte de la más amplia Ruta del Renacimiento Andrés de Vandelvira, junto a Úbeda, Baeza, Canena y Villacarrillo, a lo largo de todo el abanico de monumentos, rincones y lugares de la comarca con los que se pretende atraer al turista de interior.

## Toponimia
A través de veinte siglos la grafía o fonética de los topónimos ha sufrido importantes variaciones por las limitaciones que los historiadores de aquellos tiempos tenían tanto para profundizar en las fuentes históricas como para escribir o comunicarse entre sí. La existencia de la colonia romana Salaria, que estaba diseminada y de la cual han aparecido vestigios romanos en las cercanías de Sabiote y Úbeda, conduce a pensar que por una deformación fonética secular se haya pasado del nombre romano de Salaria al godo de Sabaria y, con posterioridad, al actual de Sabiote. Salaria fue una colonia situada cerca de Linares y uno de los pueblos más importantes de la España romana. La colonia reunía pueblos o poblados y Cástulo pertenecía a la jurisdicción de Salaria. En tierras de Sabiote existen cantidad de vestigios romanos en el Palomarejo, o cerámica en el molino de la Orden o en Abenazar, o restos de un antiguo poblado en el cerro de la Muela; el poblado que es llamado Sabiotillo.

## Geografía
La localidad se encuentra a una altitud de 829 m s. n. m.. El municipio, que tiene una latitud de 38° 4' 9'' N y una longitud de 3° 18' 26'' O, está en el centro de la provincia de Jaén y pertenece a la comarca de La Loma. Sabiote está situado a 7 km de Úbeda y a 4 km de Torreperogil y forma, junto con Baeza y Úbeda, el triángulo del Renacimiento. Fue declarada "Conjunto Histórico-Artístico" de carácter nacional en el año 1972.
| Noroeste: Úbeda | Norte: Navas de San Juan | Noreste: Santisteban del Puerto |
| Oeste: Úbeda    |                          | Este: Villacarrillo             |
| Suroeste: Úbeda | Sur: Torreperogil        | Sureste: Villacarrillo          |

## Geografía humana

### Demografía
Cuenta con una población de 3780 habitantes (INE 2024).
| Gráfica de evolución demográfica de Sabiote entre 1842 y 2021                                                         |
| |
| Población de derecho según los censos de población del INE. Población de hecho según los censos de población del INE. |

## Organización político-administrativa

### Elecciones municipales
| Elecciones municipales desde 1979  |      |      |      |      |      |      |      |      |      |      |      |      |
|                                    | 1979 | 1983 | 1987 | 1991 | 1995 | 1999 | 2003 | 2007 | 2011 | 2015 | 2019 | 2023 |
| PSOE                               | 7    | 7    | 5    | 7    | 6    | 7    | 7    | 7    | 7    | 9    | 8    | 8    |
| J.M.+                              | -    | -    | -    | -    | -    | -    | -    | -    | -    | -    | -    | 1    |
| AP/PP                              | -    | 3    | 2    | 3    | 4    | 3    | 3    | 3    | 3    | 2    | 2    | 1    |
| VOX                                | -    | -    | -    | -    | -    | -    | -    | -    | -    | -    | -    | 1    |
| PCE/IU                             | 0    | 1    | 1    | 1    | 1    | 1    | 1    | 1    | 1    | 0    | 1    | 0    |
| UCD/CDS                            | 6    | -    | 3    | -    | -    | -    | -    | -    | -    | -    | -    | -    |
| En negrilla el partido más votado. |      |      |      |      |      |      |      |      |      |      |      |      |
| Fuente: La Información             |      |      |      |      |      |      |      |      |      |      |      |      |

### Alcaldía
| Periodo   | Nombre                    | Partido |
| --------- | ------------------------- | ------- |
| 1979-1983 | Manuel Jurado Poyelo      |         |
| 1983-1987 | Manuel Jurado Poyelo      |         |
| 1987-1991 | Alfonso Medina Fuentes    |         |
| 1991-1995 | Alfonso Medina Fuentes    |         |
| 1995-1999 | Alfonso Medina Fuentes    |         |
| 1999-2003 | Alfonso Medina Fuentes    |         |
| 2003-2007 | Alfonso Medina Fuentes    |         |
| 2007-2011 | Alfonso Medina Fuentes    |         |
| 2011-2015 | Luis Miguel López Barrero |         |
| 2015-2019 | Luis Miguel López Barrero |         |
| 2019-2023 | Luis Miguel López Barrero |         |
| 2023-act. | Luis Miguel López Barrero |         |

## Historia

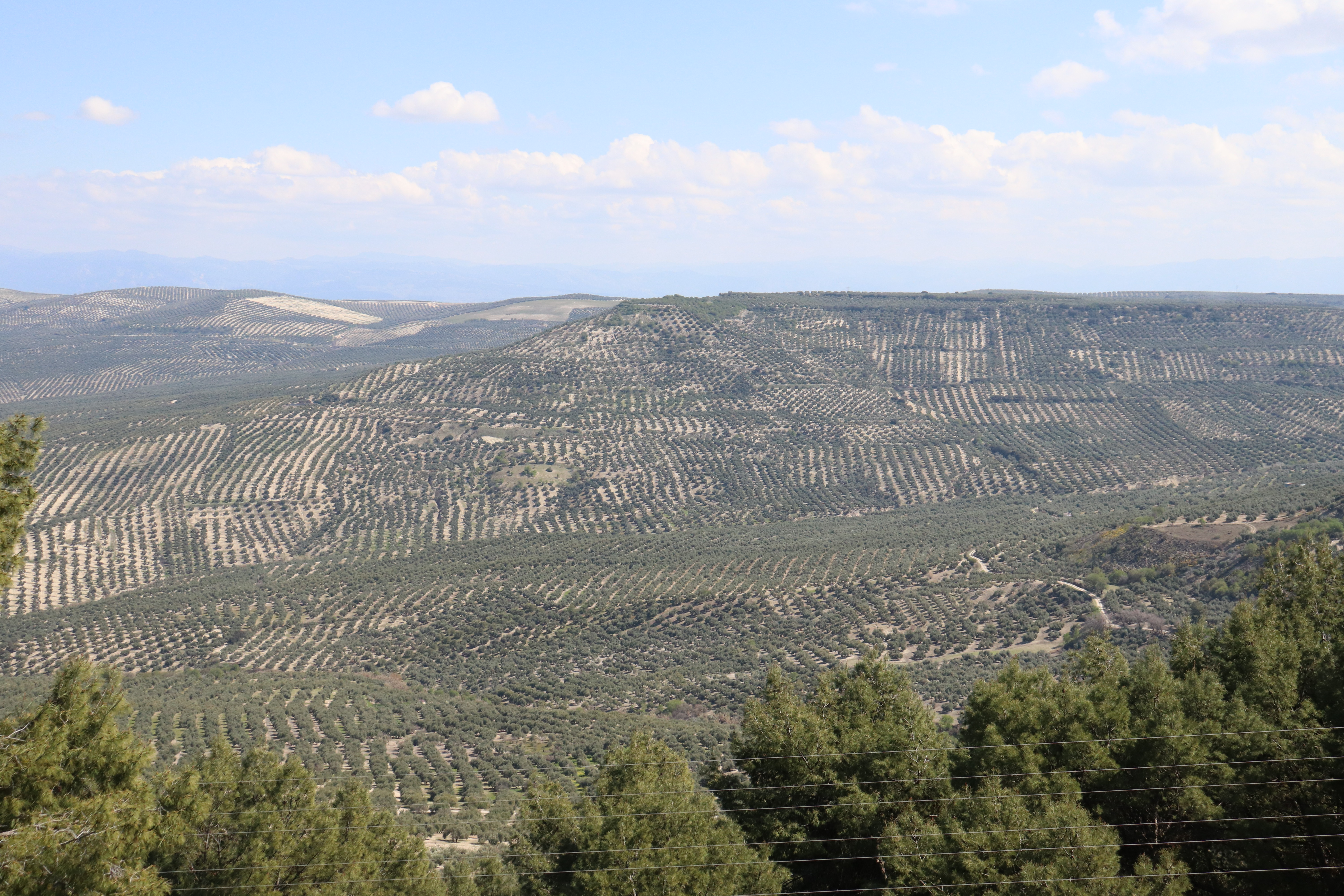
Campo de Sabiote

Los orígenes de la villa de Sabiote datan de su colonización 1.200 años antes de Jesucristo por el espíritu comercial de los Fenicios y la variada riqueza de las tierras de la villa. En Sabiote había vida de 2.000 a 1.500 años antes de Jesucristo. Como consecuencia de la ocupación en la Edad Media, se produjo un asentamiento humano y la villa se convierte en ciudad medieval. Los musulmanes establecieron un pequeño asentamiento, una vez conquistada la península en el s. VIII, por la posición estratégica que ocupa Sabiote dentro de la Loma de Úbeda. Sabiote se expandió hacia el sur y el suroeste por el acercamiento de los ejércitos cristianos al valle del Guadalquivir, y la muralla del municipio se amplió entre las calles Juan Salido, Cuesta Molina, Minas y Albaicín.
En 1257 Alfonso X otorgó a Sabiote el título de "Muy Leal Villa" y entregó la villa a la orden militar de Calatrava a cambio de la construcción de la Encomienda de Calatrava de Sabiote. El pueblo perteneció a la orden hasta el siglo XVI, cuando en 1537 fue vendido por Alonso de Baeza  a Francisco de los Cobos, que obtuvo el Señorío de Sabiote.

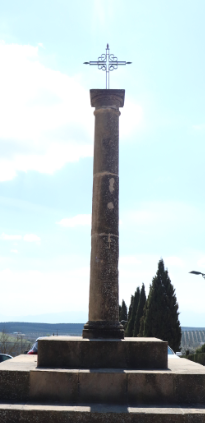
Cruz recuperada de un viacrucis en la Guerra Civil en Sabiote.

En el siglo XVII el pueblo estuvo sumido en hambre, sequía, epidemias y una política de fuerte presión fiscal y militar. Fue a mediados del siglo XVIII cuando los acontecimientos políticos volvieron a irrumpir y Sabiote se posiciona a favor del cambio de dinastía en España de la mano de Felipe V. En 1808 llegan las tropas francesas a la localidad con motivo de la Guerra de la Independencia. Tras la presencia francesa, en 1814 se recupera la estabilidad institucional con la figura de Fernando VII. 
En noviembre de 1961 el hallazgo de una tumba de principios de la Edad de Bronce confirma que en el paraje denominado "La Cobatilla" se encontraron restos humanos junto a un plato de barro, un puñal de bronce y un ánfora. En Época romana perteneció a Julia Salaria, capital de la Colonia Salaria perteneciente a la provincia Tarraconense, adquiriendo gran importancia como demuestra el hecho de que sus habitantes podían acuñar moneda.
A mediados del siglo XIX la mayoría de la población se dedicaba a la actividad agrícola. Primaba el cultivo en secano de cereales, vid y olivar y las grandes producciones de la localidad eran el trigo, el aceite, la cebada y el vino. Una estructura productiva que varió con el progresivo avance del olivar en el siglo XX. 
El 29 de mayo de 1981, Ginés de la Jara Torres Navarrete se convirtió en el Cronista Oficial de Sabiote hasta 2019. Fue nombrado Hijo Adoptivo de Úbeda y Torreperogil e Hijo Predilecto de Sabiote.

### Ducado de Sabiote
Diego de los Cobos Guzmán y Luna nació en el castillo de Sabiote y fue el primogénito de Francisco de los Cobos y Luna, regidor de Úbeda y señor de Sabiote, Canena y Torres, estados que dejó en legado a su hijo en 1612.  
En 1640 fue nombrado primer duque de Sabiote por Felipe IV a través del Ducado de Sabiote, un título nobiliario español creado por el mismo rey a título personal del noble español Diego de los Cobos. 
El título ducal no fue heredado por los sucesores que siguieron el cargo de señorío de Sabiote. Al morir sin sucesión directa, Diego de los Cobos otorgó a su sobrino, Manuel de los Cobos, los estados del duque de Sabiote.

### Escudo y bandera
El escudo de Sabiote está formado por un fondo o campo de oro, con una banda de sable y una Cruz de Santiago en el centro. La Cruz de Santiago es una cruz griega de gules en color rojo con forma de flores de lis o de lirio es sus brazos. En el borde el escudo aparecen, alternándose, ocho castillos de oro en campo de gules (color rojo) y ocho leones de gules en campo o fondo de plata.  
En la parte superior del escudo se distingue la propiedad del escudo. Con timbre de corona real, el escudo de Sabiote simboliza a los monarcas. En la parte inferior del escudo aparece una cartela con la divisa en sable Muy Leal Villa de Sabiote, concedida por Alfonso X.
En marzo de 2017 el municipio de Sabiote estrenó su bandera. Por propuesta del ayuntamiento, en diciembre de 2016 se convocó a todos los habitantes bajo un concurso de ideas para la creación de la bandera del municipio de Sabiote. A modo de concurso y con una recompensación económica, surgió la nueva bandera diseñada para Sabiote: de color blanco y granate, como representación de los colores de Castilla, y coronada en el centro por el escudo del municipio.

## Monumentos y lugares de interés

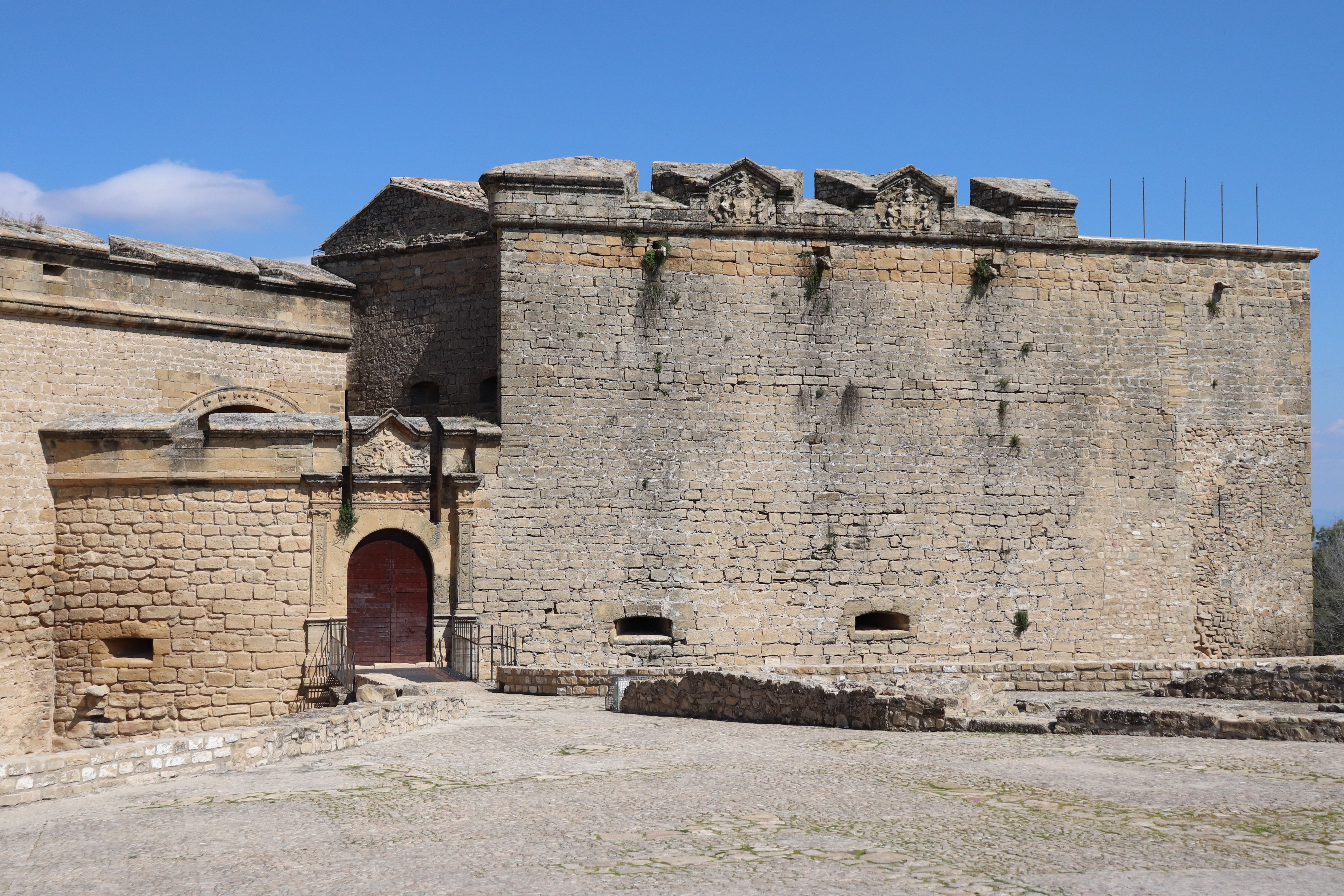
Castillo de Sabiote

El municipio, situado en la ladera norte de la comarca de La Loma y Las Villas, ocupa la vertiente sur del río Guadalimar, en el centro de la provincia de Jaén. En general, toda la villa presenta un estado de conservación excelente, por lo que nos transporta fácilmente a un ambiente de tiempos pretéritos. Sus casas y calles conservadas y adoquinadas, salpicadas de casonas blasonadas, casas encaladas y edificios amplios y modestos. El castillo se encuentra en un extremo de la muralla, sobre las alturas, donde termina el núcleo urbano de Sabiote. 

### Castillo de Sabiote
La historia conocida del Castillo de Sabiote comienza en el siglo XIII, aunque debido a la preeminencia defensiva que ocupa el cerro en toda la comarca de La Loma, debió ser un lugar encastillado por todas las civilizaciones, desde tiempo inmemorial.
El antiguo alcázar musulmán de Sabiote se emplaza sobre un pequeño montículo y se abre a una ancha plaza de la villa, donde se levanta 

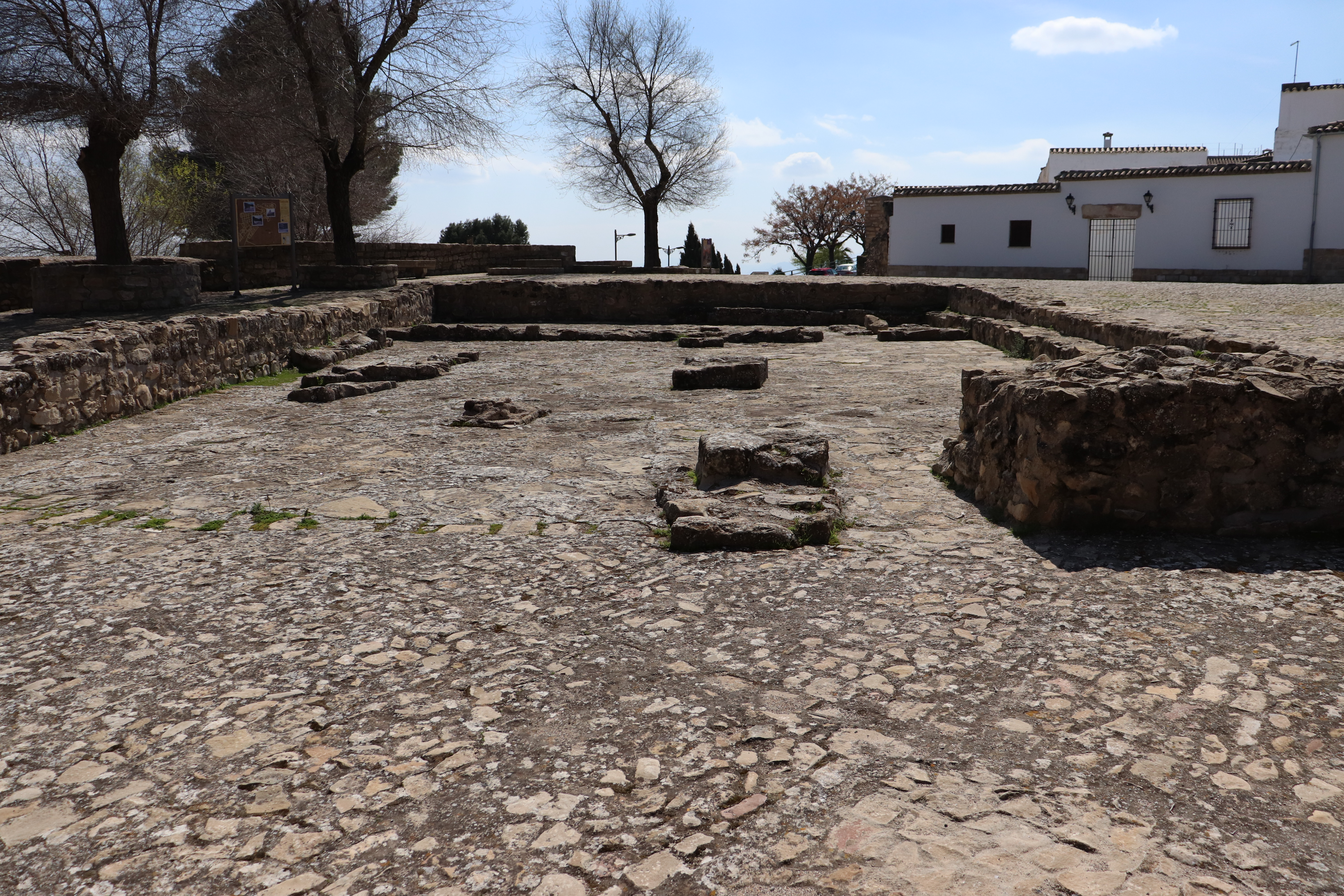
Plaza del Castillo.

su puerta señorial, precedida de un foso.                                                                                                                                                                   
El prestigioso arquitecto Andrés de Vandelvira se supone el encargado de transformar esta fortaleza medieval en un palacio de corte 
renacentista, a petición de su propietario, al que conoció en Italia, el poderoso don Francisco de los Cobos, secretario personal de Carlos V y luego también de su hijo, el emperador Felipe II. 
Junto con el cercano Castillo de Canena, constituye una de las dos últimas manifestaciones del poder señorial sobre el territorio. Se configura como una gran fortaleza-palacio del siglo XVI construida sobre el entonces castillo calatravo, entre los años 1538 y 1549.
Lamentablemente, el castillo fue expoliado y volado por las tropas napoleónicas durante su ocupación, por lo que interiormente sólo queda el esbozo de lo que fue una destacada obra de arte.
Tiene un acusado carácter militar y un sistema constructivo abaluartado con torres pentagonales en ángulo, troneras y saeteras, todo ello de acuerdo con los entonces modernos modelos italianos de arquitectura militar. Es el ejemplo más antiguo de los castillos de modelo castillo-baluarte renacentista que se conservan en la actualidad. A sus puertas se encuentra el valle del Guadalimar y los horizontes de Sierra Morena y Sierra Mágina, confirmando la importancia militar que este paraje tuvo como lugar privilegiado desde la Edad de Bronce.
Destacan de su enorme fábrica su gran fachada renacentista de sillería y cantería, recorrida por los escudos de armas de los fundadores, y las grandes torres pentagonales. Su interior palaciego y renacentista, se articula en torno a varios patios.
Desde el punto de vista de la ingeniería defensiva, el de Sabiote muestra un tipo de fortificación basado en torres abaluartadas angularmente, troneras, merlones y orejeras que recuerdan repertorios del tratadista italiano Francesco di Giorgio y anticipa esquemas defensivos del siglo XVII, como las torres de planta pentagonal. Además incorpora refinamientos estéticos como el friso del entablamento con grutescos o el clasicismo de la portada plateresca que muestra los escudos del señor Francisco de los Cobos y doña María, sus promotores.
La puerta de acceso, que tuvo puente levadizo y un escudo en la parte superior, que abre con arco de medio punto es sobria y robusta y en ella se dan cita arcaizantes pilastras, motivos ornamentales platerescos, refinadas figuras en relieve y ostentosa heráldica. El recinto murado de Sabiote tuvo originalmente seis puertas que daban acceso a la villa. En las cercanías de la desaparecida Puerta de la Villa, que miraba al sur, se conservan lienzos y torres semicirculares de mampostería. Por el sector de la Puerta del Tejar o Pilarillo, que mira al sureste, existe otro fragmento de la cerca del siglo XIII muy reparado.
Bien de Interés Cultural, el castillo está declarado como Monumento Histórico Artístico desde 1931 y su recinto amurallado conjunto histórico-artístico en el año 1972. En el año 1993 la Junta de Andalucía otorgó un reconocimiento especial a los castillos de la comunidad autónoma de Andalucía.

### Iglesia parroquial de San Pedro

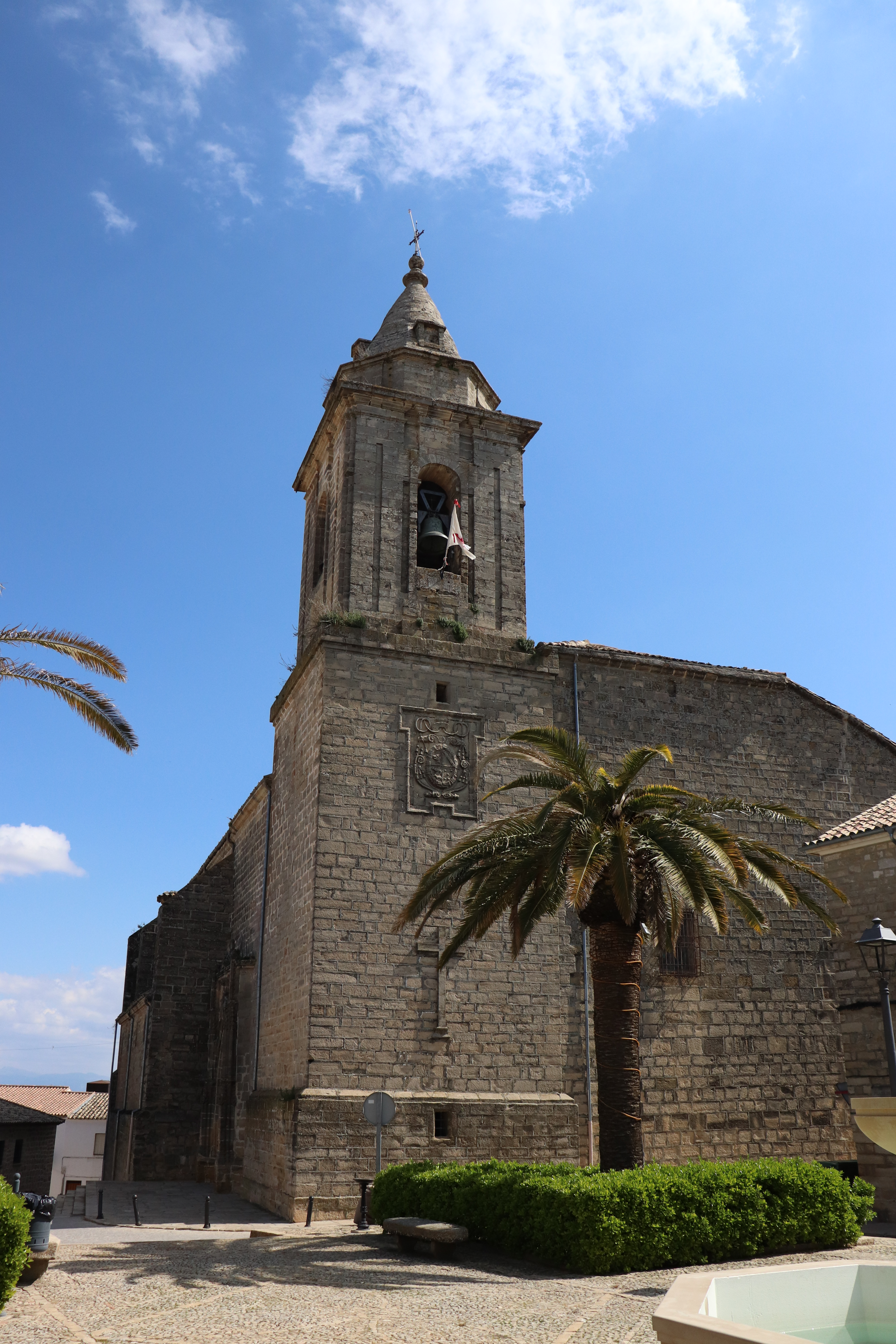
Iglesia de San Pedro Apóstol.

Reedificada en el siglo XVI con trazado de Alonso Barba, discípulo de Vandelvira. Su portada norte es de estilo gótico isabelino, pero en la sur o Puerta del Sol predomina el plateresco. Un gran arco en esquina sujeta todo el peso del monumento en su parte sur. La construcción comenzó en el año 1500 y se construyó sobre otro templo que fue derribado.
En 1577 Alonso Barba se hizo cargo de las obras ya iniciadas de la Iglesia de San Pedro. El proceso de edificación se extendió durante buena parte de las centurias del quinientos y seiscientos y, por falta de recursos económicos, la parroquia no se terminó en 1591. En esa fecha el templo solo incluía sus tres naves. La construcción comenzó sobre el 1619 y es obra de Juan de Aranda Salazar.
En la parte superior de la fachada norte se encuentran los escudos de armas de Alonso Suárez de la Fuente del Sauce, obispo de Jaén de la época. Es una fachada de estilo gótico flamígero, frente al estilo plateresco de la fachada sur conocida como del Sol de Mediodía. 
La iglesia de San Pedro Apóstol de Sabiote fue declarada Monumento Nacional en 1972.

### Otros monumentos

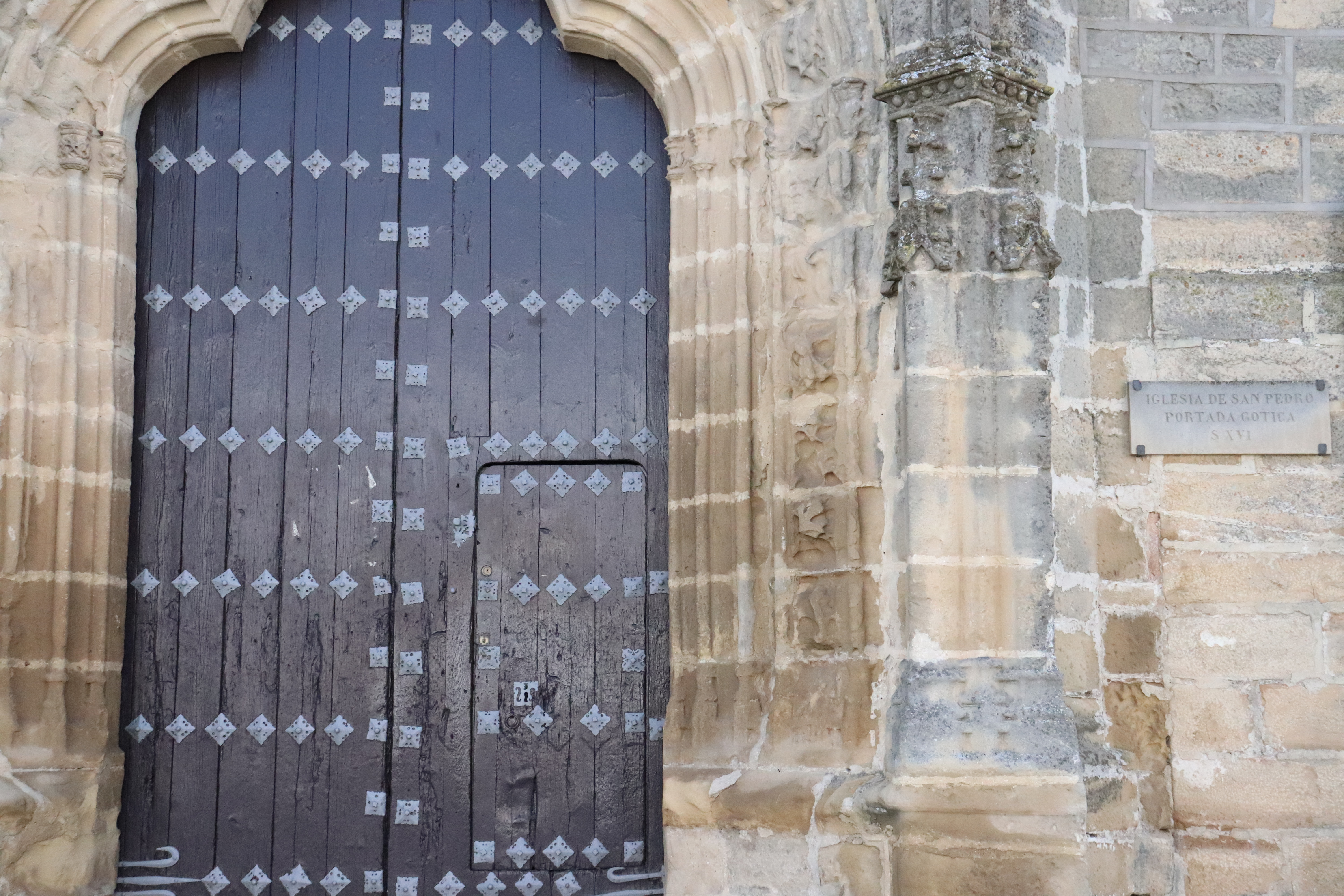
Puerta de la iglesia San Pedro Apóstol

- Convento de las Carmelitas descalzas: su fachada es de sillería con portada renacentista y un patio central de columnas, rodeado de claustro en dos plantas con columnas dóricas y arcos de medio punto. La iglesia de este convento es renacentista y está edificada sobre otra iglesia románica.
- Fuente de la puerta de la canal: al pie de la torre más alta del castillo
- Fuente de la Corregidora: hondonada natural de gran belleza con una cascada natural y una cueva en sus inmediaciones.
- Barrio del Albaicín: muy pintoresco y bien conservado, medieval, de calles estrechas y tortuosas en las que se suceden casas blancas, algunas con bellas fachadas de estilo mudéjar o judío.
- Las casas renacentistas:

| - Casona de los Mendoza - Casa de los Messia - Casa de las Columnas - Casa de los Leva - Palacio de las Manillas |  | - Casa de los Melgarejo - Casa de los Higuera Sabater - Palacio de los Teruel - Casa-palacio de los Moreno de Villena |

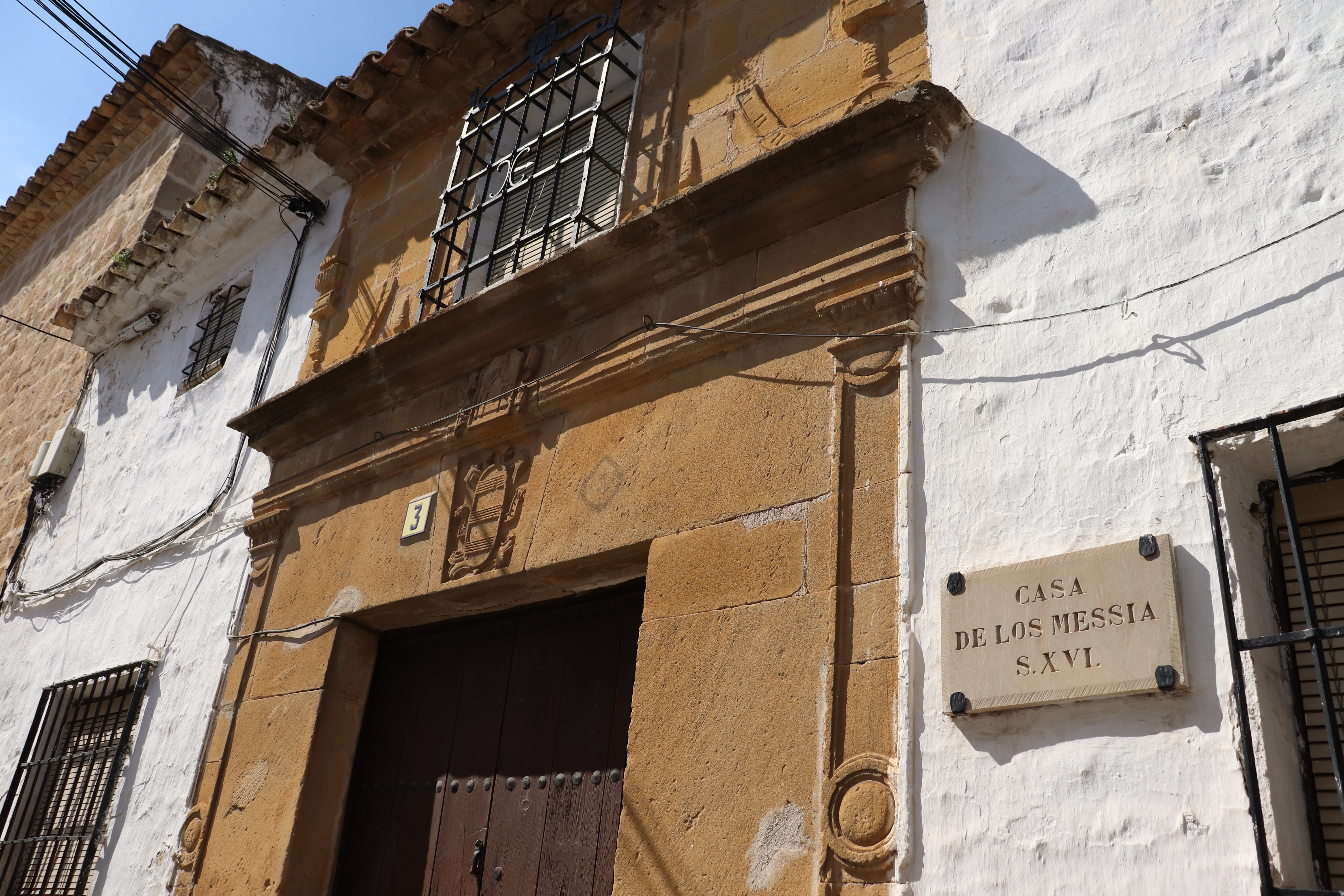
Casa de los Messia.
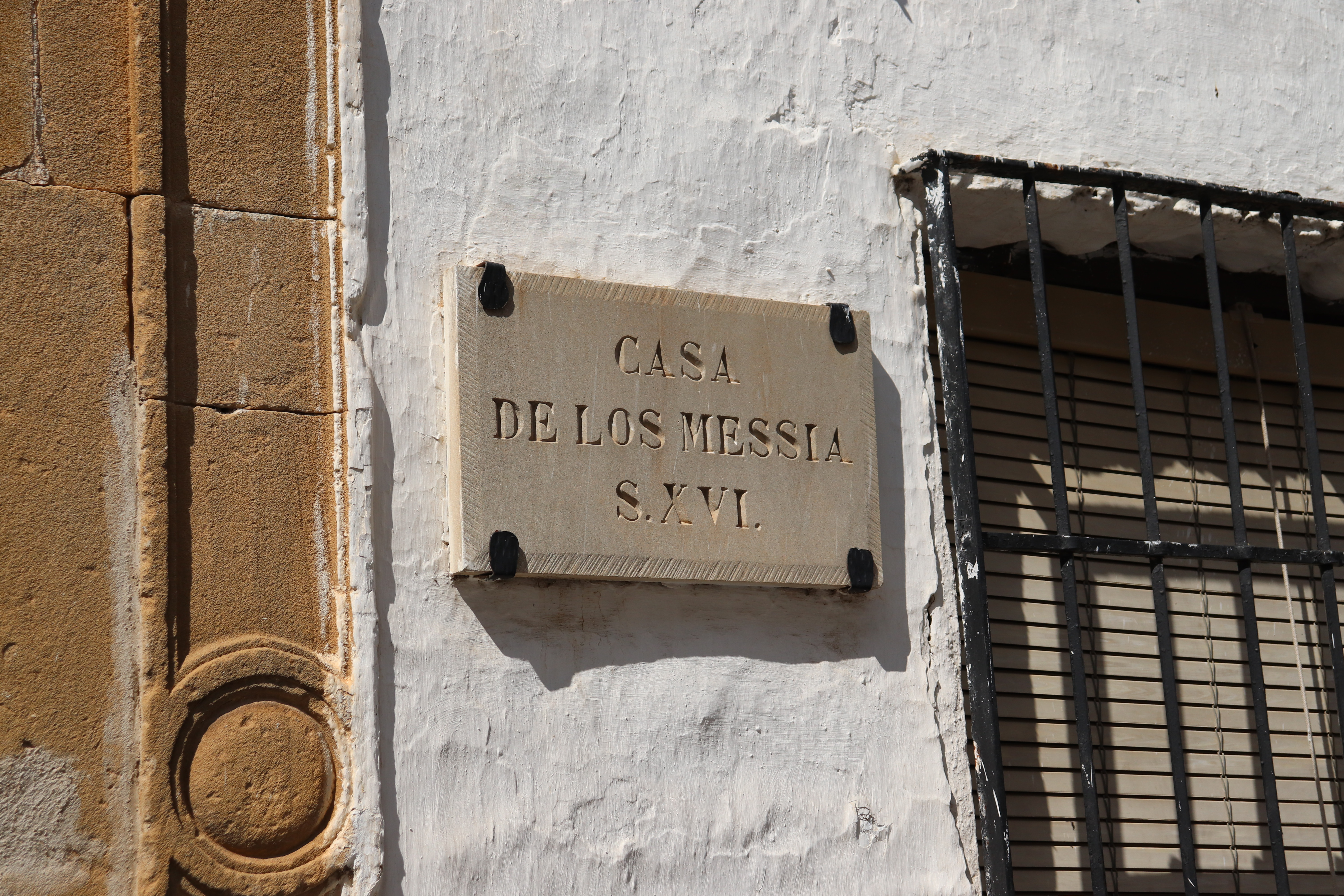
Placa fachada Casa de los Messia S. XVI.

- Ermita de San Ginés de la Jara, del siglo XVIII

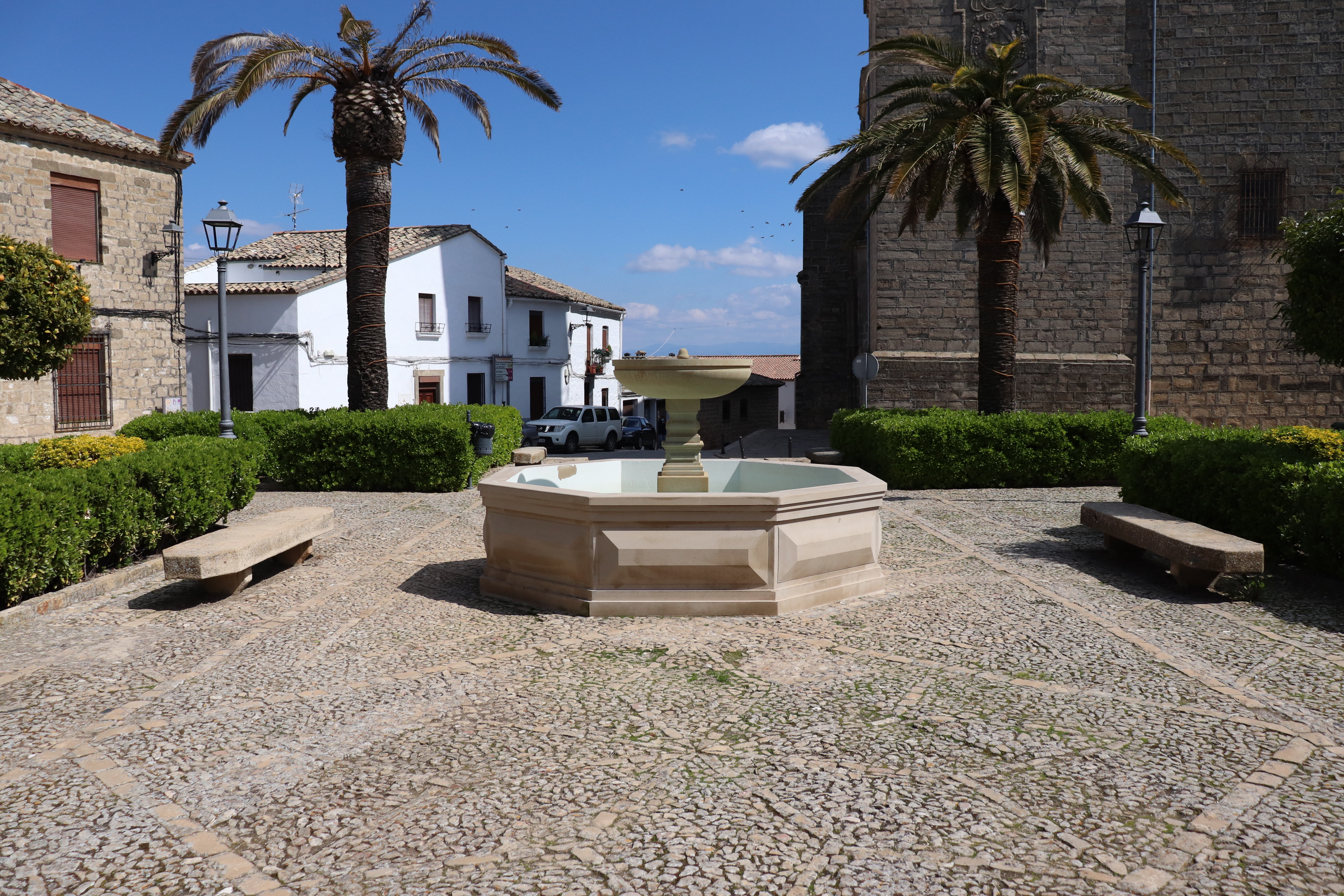
el Mesón Viejo, del XVI, en la plaza de la Villa.  - Plaza de la Villa o plaza de las Chinas. - Estatua de Andrés de Vandelvira situada en la plaza de la Villa.
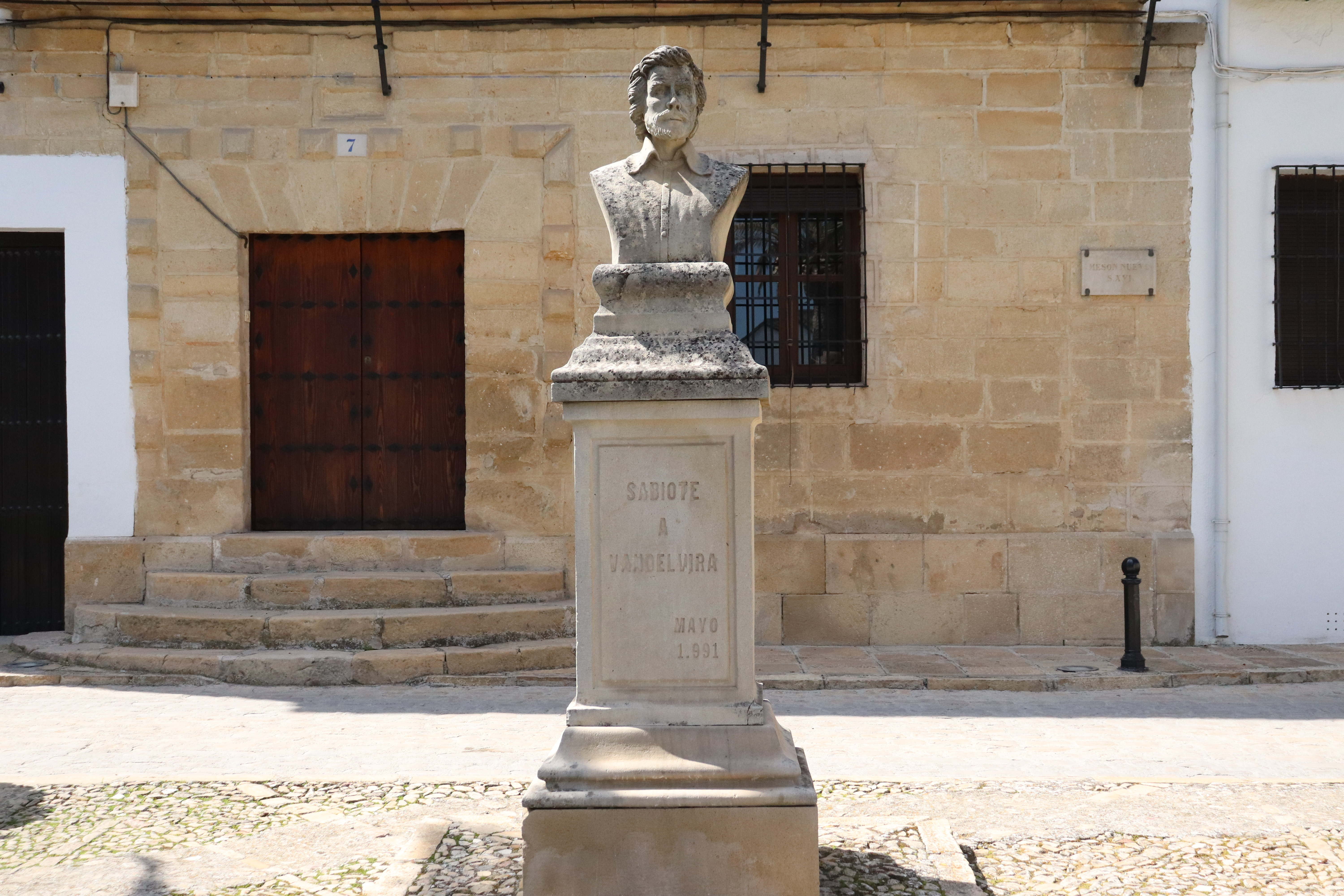
Estatua de Andrés de Vandelvira situada en la plaza de la Villa.

- Puertas y fuente de El Chiringote: la torre almenara de la barbacana y puerta del Chiringote, a la que también se la conoce por la de los Santos. Data del siglo VIII. Desde el “Mirador”, atalaya inmensa de La Loma, se pueden divisar Sierra Morena y El Condado.
- Muralla urbana. Las puertas de la muralla: el Arco Nuevo, y las Puertas de Granada y de los Santos.[19]

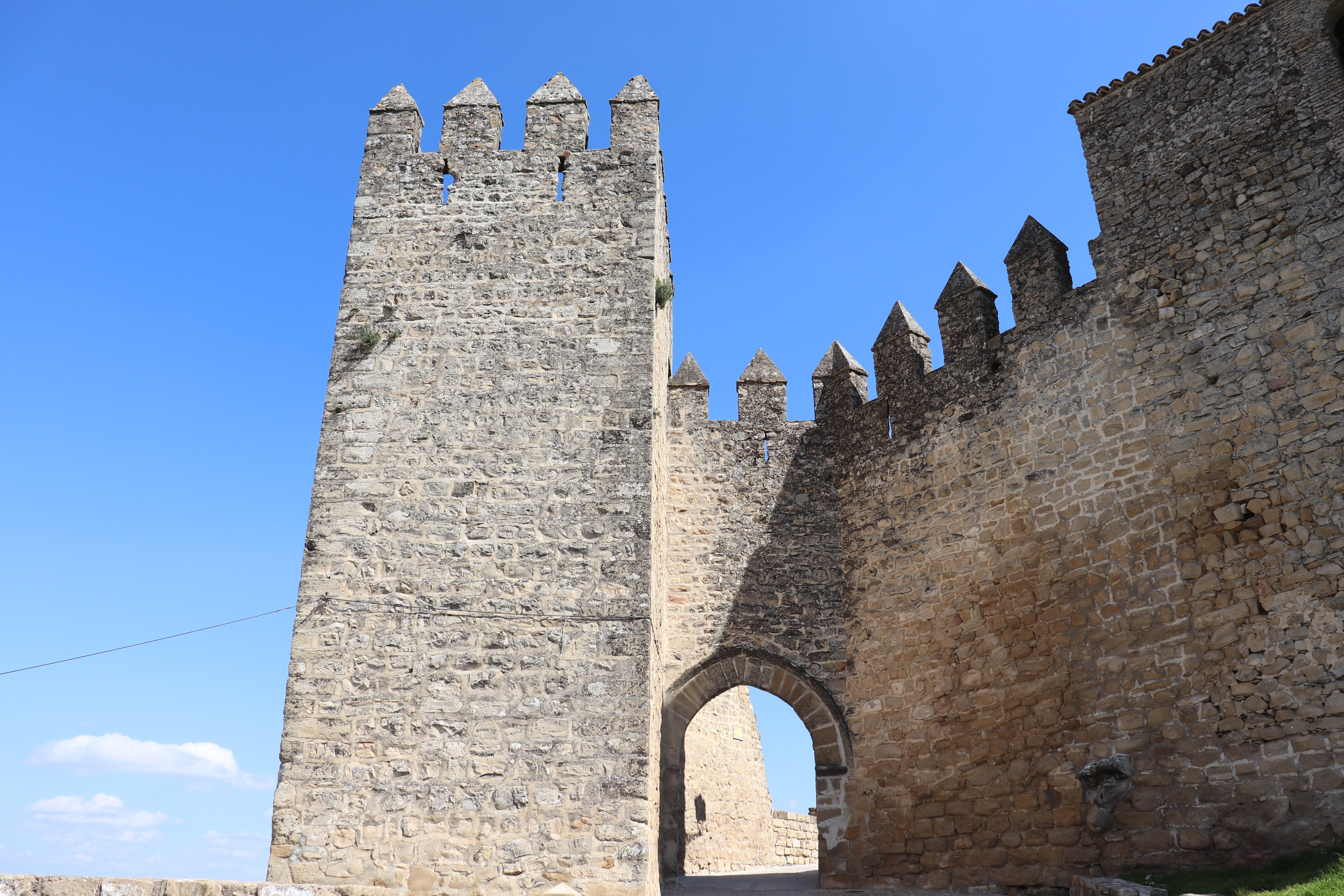
Puerta de los Santos o del Chiringote.
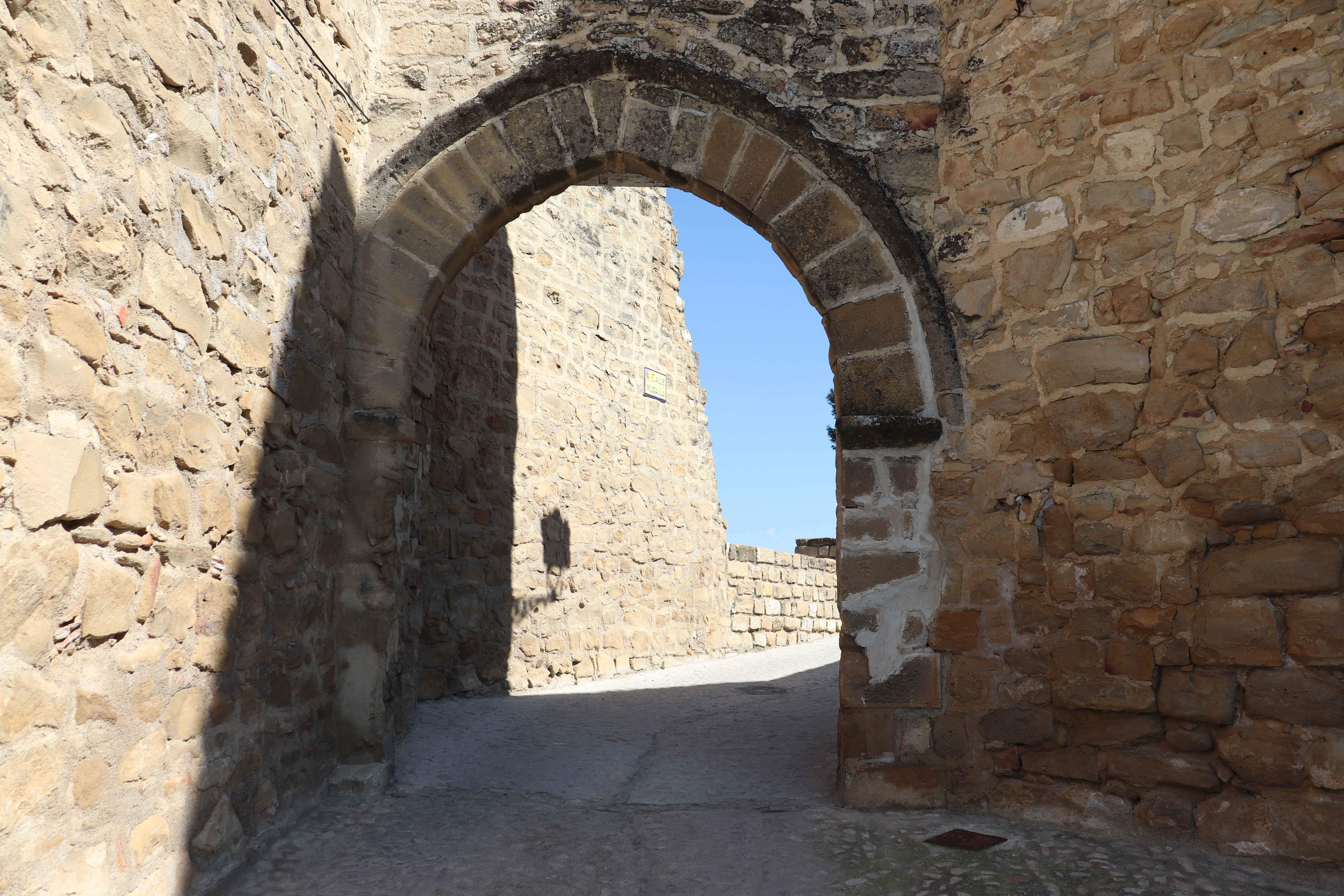
Puerta de los Santos o del Chiringote de cerca.
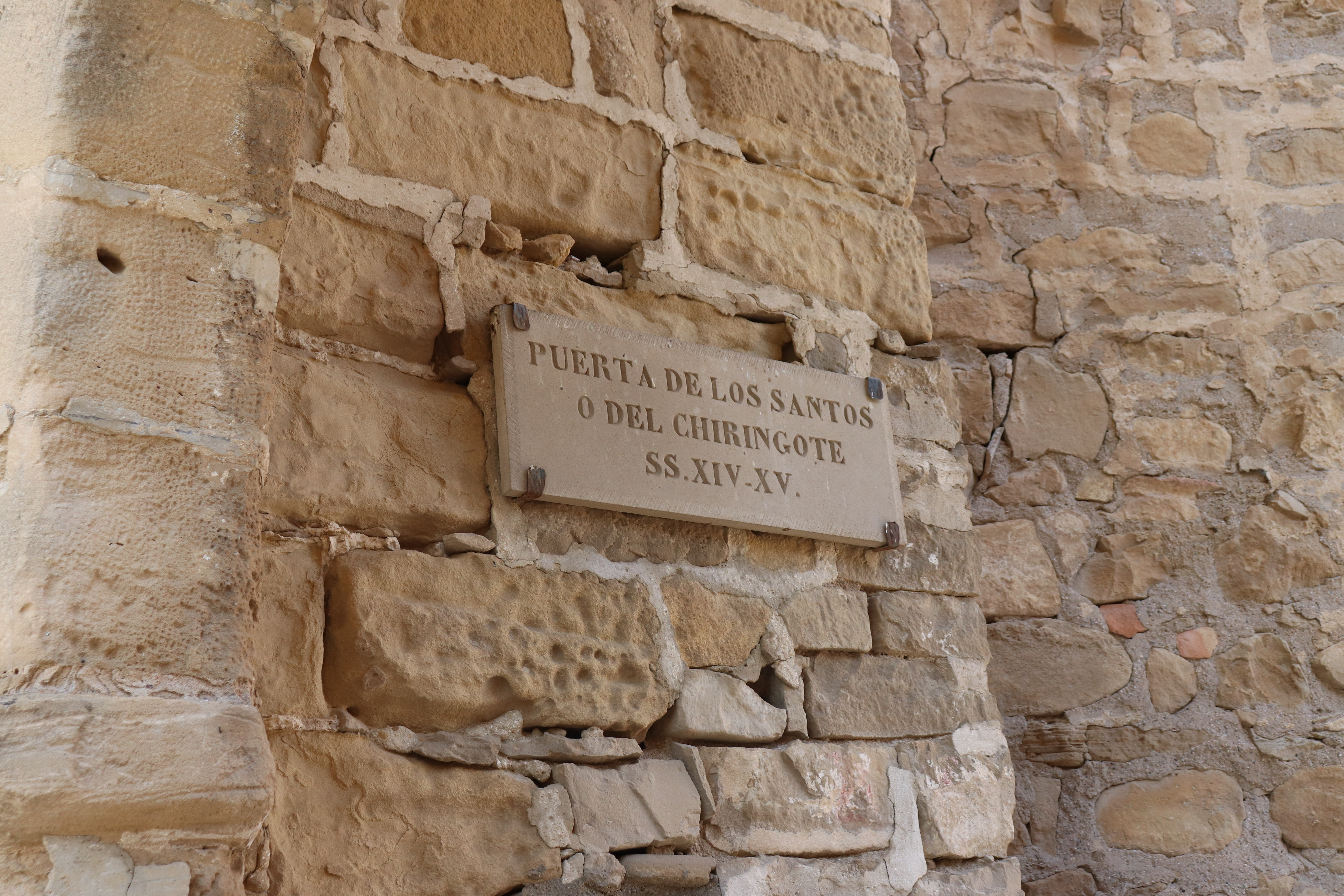
Detalle puerta de los Santos o del Chiringote.

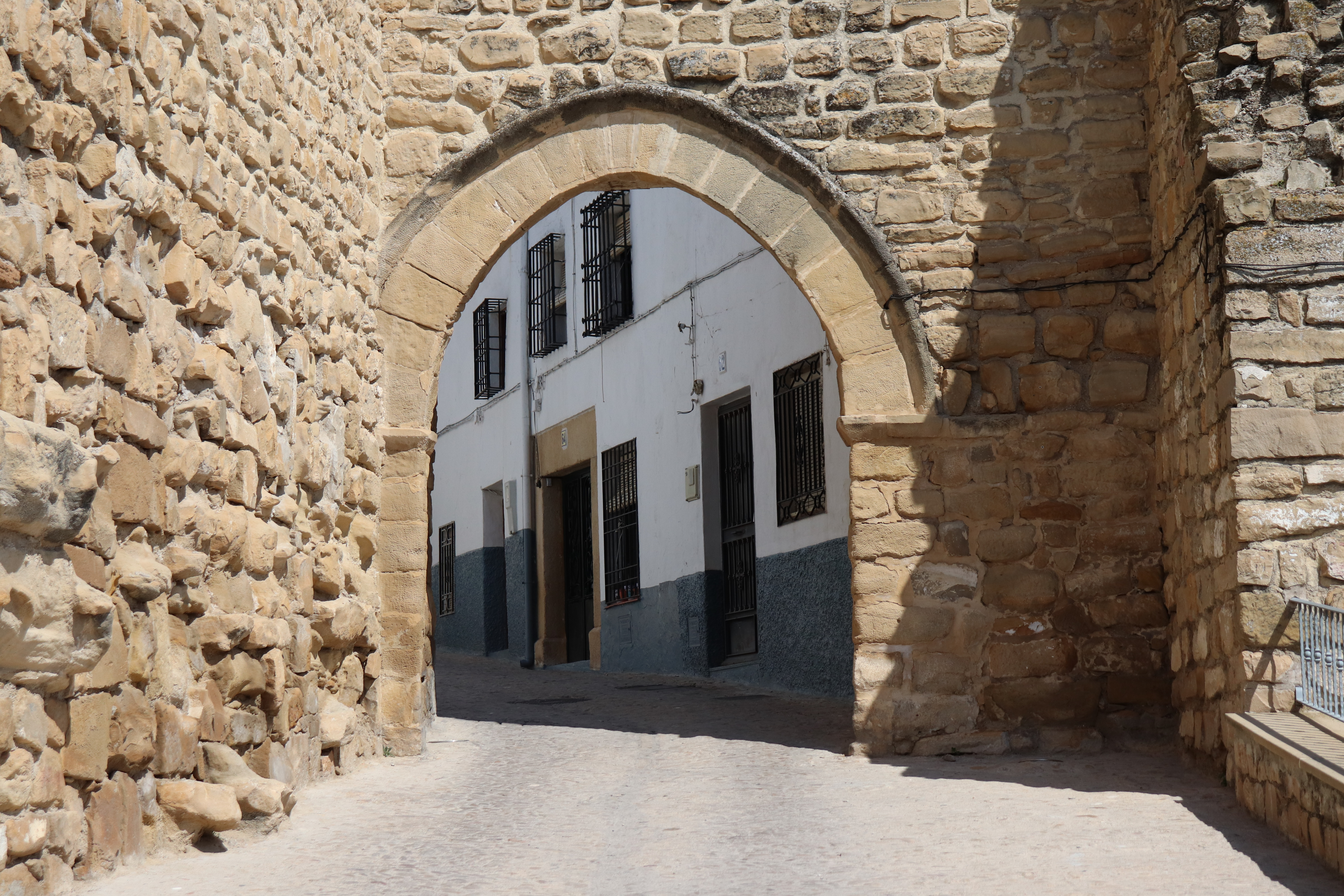
Puerta de Granada.
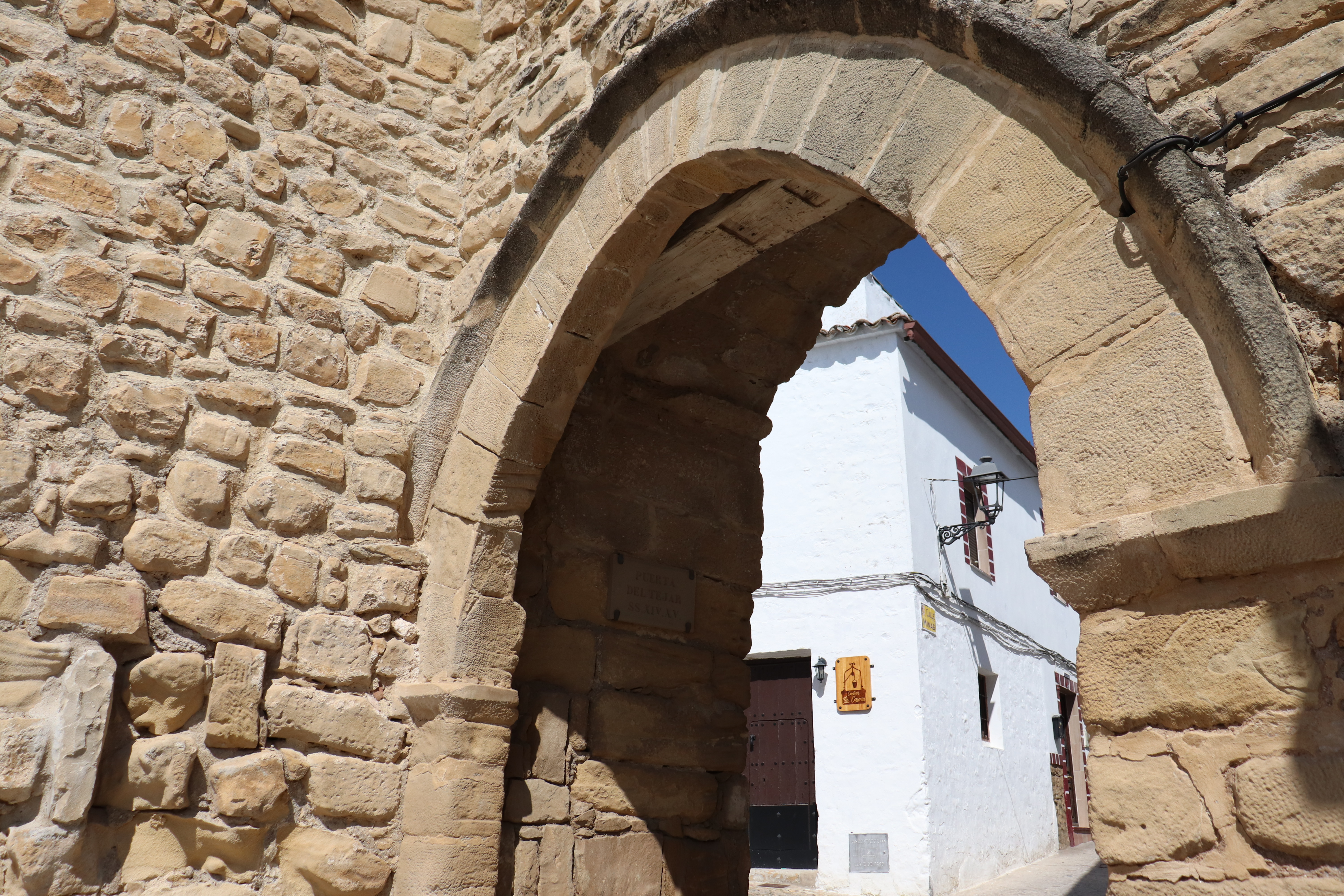
Puerta de Granda de cerca.
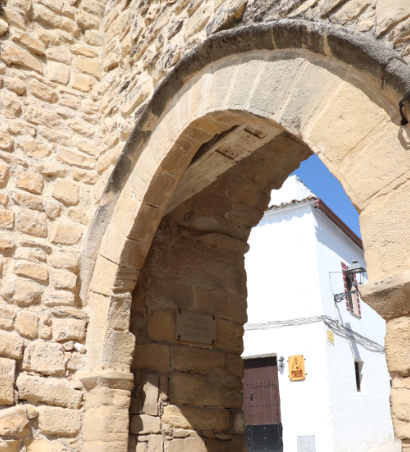
Interior de la puerta de Granada.

- Calle Muralla Oeste: Se inauguró en 2018 en el centro histórico y supone la recuperación de parte de la muralla medieval. La calle se ha restaurado con restos de varias épocas a partir del presupuesto público de la Diputación de Jaén.[20]

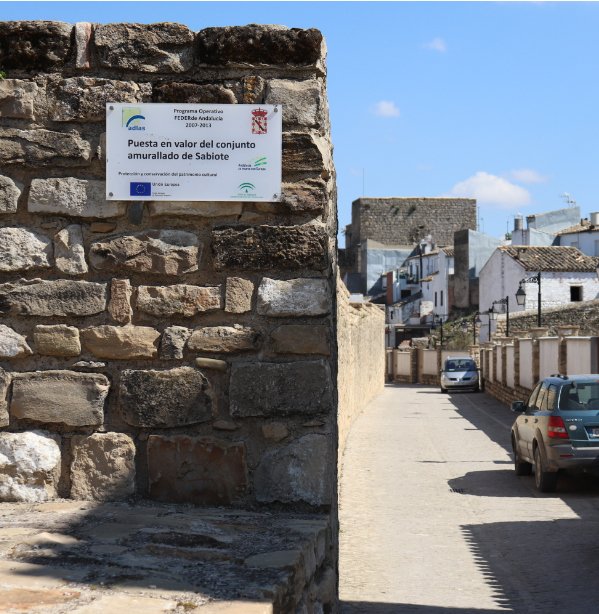
Calle Muralla Oeste

### Alrededores
- Puente de Olvera: a 10 km por la carretera del Condado, podemos visitar otros lugares de interés natural: son los parajes y orillas del Río Guadalimar, que bordean la parte norte, y que conserva los últimos restos de matorral y bosque mediterráneo de la comarca.
- Olvera: cortijada asentada sobre un poblado árabe con restos de un castillo; se puede contemplar el sistema de acequias de origen musulmán, que fue utilizado para regar las huertas.

## Fiestas
Las fiestas en Sabiote tienen lugar durante todo el año, con especial atención al comienzo de la primavera. Desde las hogueras de San Antón en enero hasta la feria del pueblo en agosto, la diversidad de fiestas y eventos es múltiple y está muy ligada a la religiosidad.
- Hogueras de San Antón: Se produce el 17 de enero y comienza con una fiesta religiosa. Es el día en el que se reúnen agricultores, ganaderos y artesanos en una procesión por las distintas calles de la localidad. Durante la jornada se celebran hogueras, en las que son típicas fumar cigarrillos de matalahúga y comer rosetas. La fiesta ha ido evolucionando hasta convertirse en reuniones y encuentros entre amigos y vecinos.
- La Candelaria: El día 2 de febrero, todos los niños de la localidad asisten al salir del colegio a bendecir los "roscos de la caridad", unos roscos con sabor a matalahúga y decorados con confites de colores. Se introducen en una cesta de mimbre con ramas de romero y lazos de raso hasta ser consagrados con agua bendita. Por la tarde, el nuevo Comisario de la Virgen de la Estrella para ese año toma el cargo.
- Semana Santa: Sabiote está muy vinculado con la cultura cofrade. Seis cofradías hacen estación de penitencia en la Semana Santa del municipio, desde el Domingo de Ramos hasta el Domingo de Resurrección. La joven Hermandad del Borriquillo abre la Semana Santa el Domingo de Ramos, con la sucesión de la Cofradía de Nuestro Padre Jesús del Nazareno, la Cofradía del Santísimo Cristo de la Expiración, la Cofradía del Santo Sepulcro y la Cofradía de Nuestra Señora de la Soledad y Virgen de los Dolores el Viernes Santo y, por último, la Cofradía Nuestro Señor Resucitado el Domingo de Resurrección.
- Virgen de la Estrella: Comienza el 1 de mayo, un mes en el que Sabiote se viste de fiestas. La Virgen de la Estrella es la Patrona de Sabiote y, la noche del 30 de abril, a las doce de la noche, la Virgen sale para ser mecida y los vecinos cantan los mayos al son de la música. A partir de ahí, durante la madrugada, la Patrona sale en procesión por las calles bajo un ambiente de alegría y fiesta y durante todo el mes de mayo los fieles le ofrecen flores. Desde 2013, la festividad de la Patrona de Sabiote ha dado lugar a las fiestas medievales. [22]
- El Medievo: Se desarrolla durante los tres días del primer fin de semana de mayo. Sabiote se convierte en una villa medieval en la que el castillo, la iglesia y la plaza de la Villa son puntos clave. Estos lugares se transforman en escenarios de bailes, actuaciones y música de la época y tanto los vecinos como los visitantes visten con trajes medievales. También se realizan carreras de caballos al estilo de la Edad Media y como ofrenda a la Virgen de la Estrella. [23][24]
- San Isidro Labrador: Se celebra el 15 de mayo y tiene gran acogida en Sabiote por ser el patrón de los agricultores. El santo sale en procesión y junto a él, los vecinos pasean su maquinaria agrícola y exhiben los últimos avances de la maquinaria asociada con el olivar. Al finalizar la procesión, los vecinos se reúnen en un concierto de grupos rocieros hasta la noche.
- Santa Rita: Aunque la ermita no se encuentra en Sabiote, el 22 de mayo los sabioteños celebran la festividad de esta santa. Algunos romeros visitan ese día la ermita en el término de Villacarrillo y hacen el viaje a pie como cumplimiento de sus promesas.
- San Ginés: En la actualidad, las ferias y fiestas de la localidad se celebran del 22 al 26 de agosto en honor a San Ginés de la Jara, Patrón de Sabiote. Desde el 15 de agosto el pueblo se prepara para recibir casetas y atracciones. Con la tradicional salida de los Gigantes y Cabezudos en la Puerta de la Villa, el día se inauguran las fiestas y el día 25 es el día del patrón. Durante la jornada tiene lugar una fiesta religiosa, una procesión por las calles del municipio y un espectáculo de fuegos artificiales.

## Gastronomía
De Sabiote sobre todo es famoso su aceite. Desde el 19 de mayo de 2020 el Aceite de Oliva Virgen Extra de Jaén fue reconocido por la Unión Europea con la primera Indicación Geográfica Protegida (IGP) de España. La IGP "Aceite de Jaén" está en el registro europeo de Denominaciones de Origen (DO). El sector olivarero consolida la principal vía de trabajo del municipio: la extracción del AOVE. Sabiote cuenta con dos cooperativas de aceite, S.C.A. San Ginés y San Isidro y S.C.A. Unión de Úbeda; además de la S.L. Castillo de Sabiote.
En cualquier época del año la gastronomía tradicional de Sabiote se caracteriza por guisos farináceos provinciales, como los andrajos, el ajo harina o las migas de pan.  Los andrajos son un plato de cuchara tradicional propio de la zona Sierra Mágina. Los podemos encontrar con conejo, liebre, perdiz o con bacalao, el pescado más habitual en la cocina de Jaén. Los andrajos son una masa que se elabora con harina, agua y sal, se incorpora fresca al guiso y se cocina en el caldo. La masa sobrante del guiso suele freírse como unas tortillas sin huevo. En la línea de guisos foráneos destacan, también, el  ajo harina o ajete y las populares migas de pan acompañadas de torreznos, chorizos, rabanillos o aceitunas. El ajete es un modesto plato picante de la Loma y las Villas hecho con un sofrito de verduras, trabado con harina y coloreado con pimentón, habitual de la cocina de otros tiempos de carencias.
Es muy común en la zona consumir los típicos ochios y tortas de chocolate que ofrecen las panadería y cooperativas de pan durante cualquier época del año. También se pueden degustar otros elementos de la provincia de Jaén como la pipirrana, un plato de verano que se hace con los tomates y pimientos de la huerta, huevos y atún, pero su singularidad es el majado que lleva a base de ajos, sal, la yema de huevo cocida y aceite de oliva virgen extra. Una visita gastronómica a Sabiote incluye dulces típicos vinculados a las festividades del municipio. Los roscos de Candelaria y tortas de Matalahúva se pueden disfrutar en la Fiesta de la Candelaria. Las torrijas, los roscos de gachamiga y los borrachuelos son los dulces típicos que destacan en Semana Santa. Por otro lado, propios del Día de Todos los Santos son las gachas y los papajotes.

## Economía

### Evolución de la deuda viva municipal
| Gráfica de evolución de Deuda viva del Ayuntamiento de Sabiote entre 2008 y 2019                                |
| |
| Deuda viva del Ayuntamiento de Sabiote en miles de Euros según datos del Ministerio de Hacienda y Ad. Públicas. |

## Educación
La formación del municipio se desarrolla a partir de 4 centros públicos. La primera etapa educativa comienza en la escuela infantil "Pequelunis" donde, de manera voluntaria, el pueblo ofrece un servicio de formación y apoyo hasta la edad de 3 años. En colegio de educación infantil y primaria CEIP San Ginés de la Jara desarrolla la etapa educativa desde los 3 años hasta los 11 años, incluyendo el ciclo de educación preescolar y educación primaria.
Sabiote finaliza la oferta de educación pública obligatoria con el instituto de educación secundaria IES Iulia Salaria. Los alumnos de Sabiote encuentran posibilidades de formación en el municipio hasta el cuarto curso de Educación Secundaria Obligatoria (ESO).
Según el plan de Educación Permanente de la Junta de Andalucía, Sabiote dispone de la escuela de adultos "Arturo Rodríguez" para ofrecer un Plan educativo de Formación Básica orientado a conseguir el título de Educación Secundaria Obligatoria para personas adultas.